# Holotrichia truncata
Holotrichia truncata är en skalbaggsart som beskrevs av Zhang 1965. Holotrichia truncata ingår i släktet Holotrichia och familjen Melolonthidae. Inga underarter finns listade i Catalogue of Life.